# Jhala Nath Khanal
Jhala Nath Khanal, né le 20 mai 1950 à Sakhejung dans le district d'Ilam, est un homme d'État népalais, président du Parti communiste du Népal (marxiste-léniniste unifié) (PCN-MLU) et Premier ministre du 6 février au 28 août 2011.

## Biographie
Le 10 avril 2008, lors de l'élection de l'Assemblée constituante, il est élu député dans la 1re circonscription du district d'Ilam.
Le 22 août 2008, dans le cadre du programme minimal commun (en anglais : Common Minimum Programme ou CMP) de gouvernement entre les maoïstes du Parti communiste du Népal (PCN-M), les marxistes-léninistes du PCN(MLU) et le Forum des droits du peuple madhesi, il n'est pas désigné pour intégrer le gouvernement dirigé par Pushpa Kamal Dahal (alias « Prachanda »), le parti faisant le choix de désigner six autres personnalités. Toutefois, comme le confirme Jhala Nath Khanal le 24 août, les six ministres désignés refusent de prêter serment si le titre de vice-Premier ministre n'est pas accordé à leur chef de file au sein du cabinet, Bam Dev Gautam, pressenti pour les fonctions de ministre de l'Intérieur.
Le 3 février 2011, il est élu Premier ministre par le Parlement au 17e tour de scrutin par 368 voix sur 601 et prend ses fonctions le 6. Il démissionne le 14 août 2011.